# Perucho
Francisco Gracía, bijnaam Perucho (Setenil de las Bodegas, ca. 1740 - Granada, 8 juni 1801) was een Spaanse torero. Hij vocht voornamelijk gevechten in de plaza de toros van Madrid en stierf in Granada als gevolg van een verwonding die hij opliep door de stier Barbero.